# Maroggia
Maroggia era una comuna suiza del cantón del Tesino, situada en el distrito de Lugano, círculo de Ceresio. Limitaba al norte con las comunas de Bissone y Arogno, al este con Rovio, al sureste con Melano, y al sur y oeste con Riva San Vitale. En la actualidad forma parte de la comuna de Val Mara.

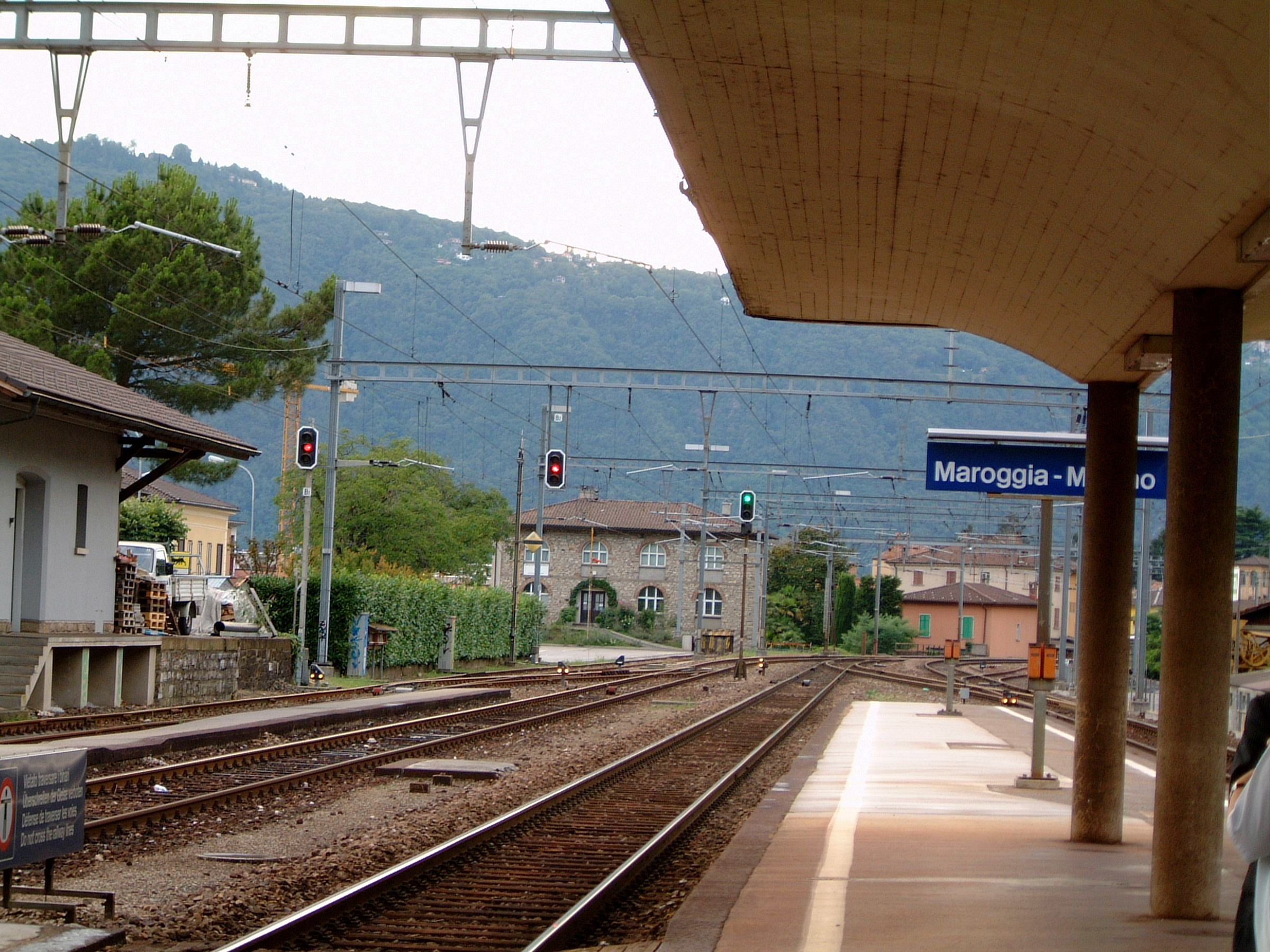
Estación del tren de Maroggia.

## Transportes
Ferrocarril
Cuenta con una estación ferroviaria en la que efectúan parada trenes de cercanías de la red TiLo.